# Melodramma

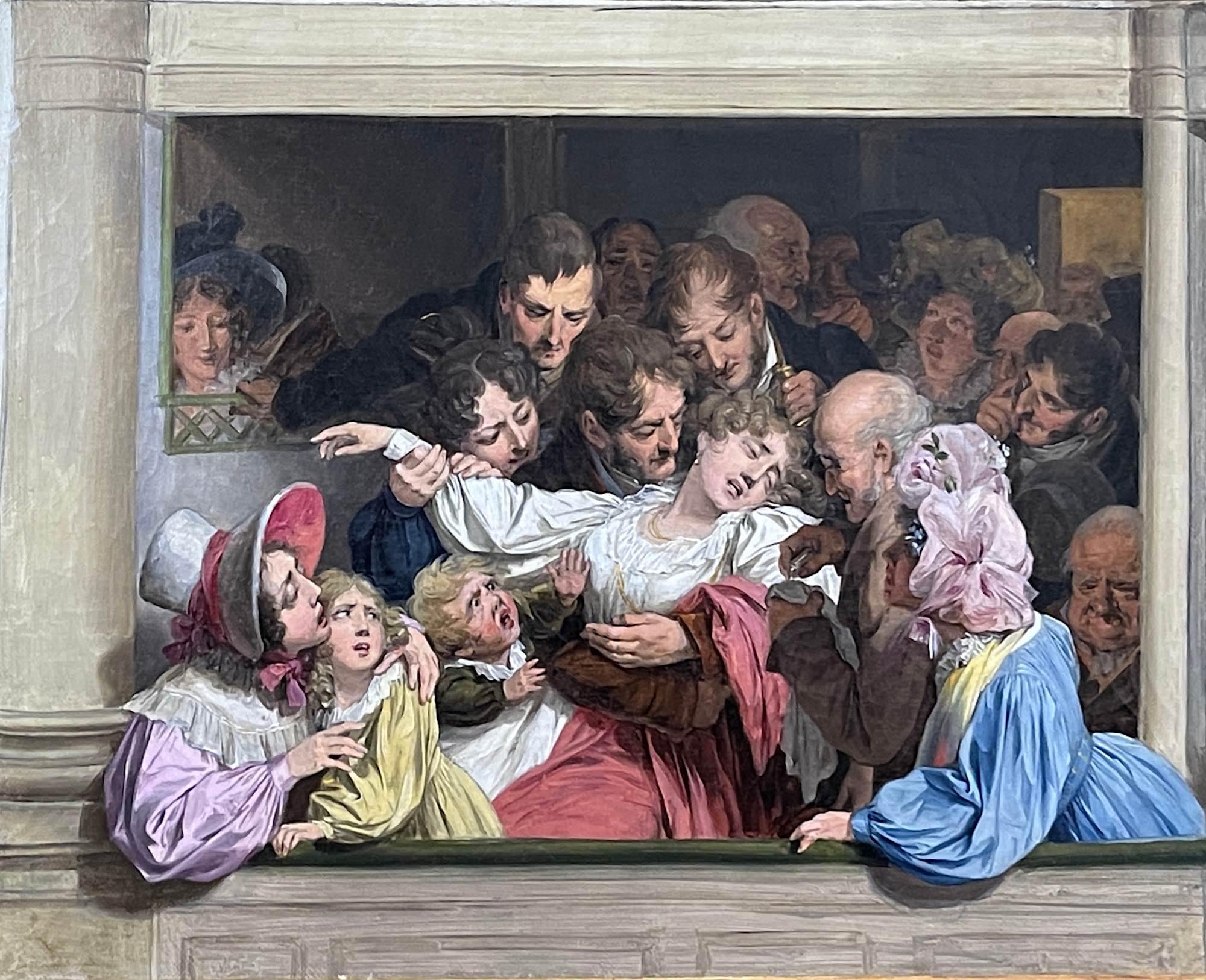
L'Effetto del melodramma (1830), di Louis-Léopold Boilly.

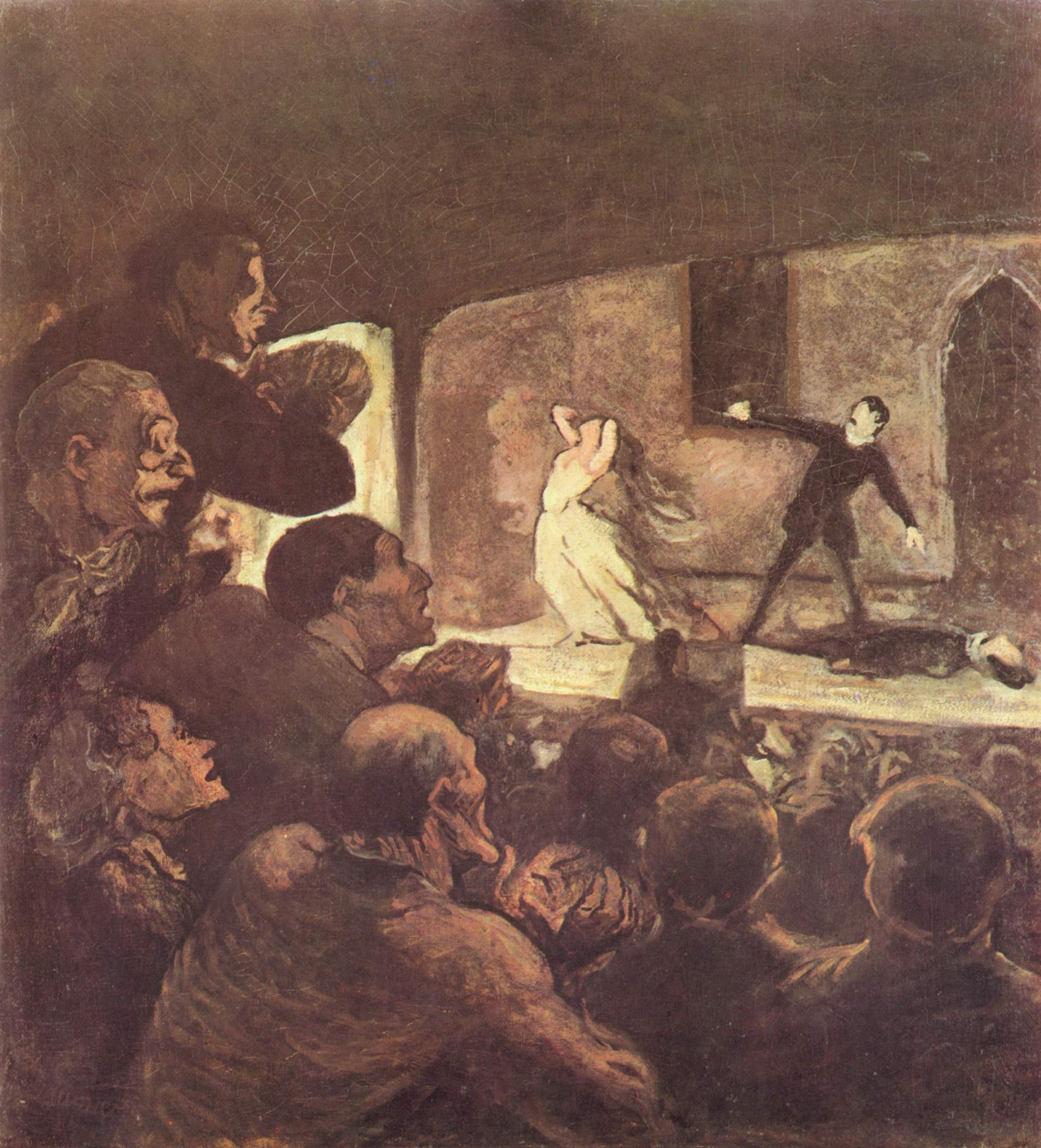
Melodramma, dipinto da Honoré Daumier. L'opera rappresenta una tipica scena parigina come se si svolgesse al viale dei Templari.

Il melodramma (dal greco antico μέλος?, mélos, "canto o musica" e δρᾶμα, drâma, "azione scenica o recitazione") è il testo poetico destinato alla musica, soprattutto nei casi in cui tale testo abbia importanza rilevante rispetto alla musica o abbia avuto una sua vita indipendente (come nel caso dei melodrammi di Pietro Metastasio). Quindi, interpretando l'etimologia come "dramma per voce", anziché come "abbinamento di canto e azione", si tratta di tutta la produzione di testi teatrali – scritti in versi o in prosa – che successivamente verranno trasportati in musica.
Nella terminologia musicale, il termine designa uno spettacolo teatrale d'argomento "serio", nel quale il testo letterario, quasi sempre in versi (libretto d'opera), è interamente cantato, su accompagnamento strumentale. Corrisponde quasi pienamente all'opera, soprattutto all'opera seria – un genere musicale nel quale confluiscono vari elementi: recitazione, musica, teatro e abiti.

## Musica
Il melodramma venne ideato a Firenze alla fine del Cinquecento da un gruppo di artisti, poeti e musicisti che studiavano l'antichità classica e volevano ricreare uno spettacolo simile alla tragedia greca – del cui vero rapporto con la musica in realtà s'ignorava quasi tutto –, unendo musica e recitazione. Il gruppo si incontrava a Firenze, presso l'abitazione del conte Giovanni Bardi, e per questo fu chiamato Camerata de' Bardi o Camerata Fiorentina.

## Cinema
Per estensione, nel cinema per melodramma – o mélo – si intende una recitazione a tinte forti, basato su una trama romanzesca, ricca di colpi di scena e al limite dell'inverosimile, scopertamente mirata a commuovere lo spettatore. I personaggi sono tratteggiati in modo netto e sono quasi sempre suddivisi in modo manicheo tra buoni e cattivi. Un esempio classico di cinema melodrammatico è il cosiddetto "neorealismo d'appendice", in particolare quello realizzato da Raffaello Matarazzo, come la trilogia con Amedeo Nazzari e Yvonne Sanson Catene, I figli di nessuno, Torna!.
Uno dei maggiori esponenti del mélo è stato Douglas Sirk; il genere si è poi evoluto con Rainer Werner Fassbinder. Sintesi principale tra il "maestro" Sirk e l'allievo Fassbinder è la pellicola La paura mangia l'anima (Angst essen Seele auf) del 1974, punto di unione e allo stesso tempo di rottura con lo schema classico americano. 
Dalla rottura dello schema americano perpetrato da Fassbinder deriva l'opera di Pedro Almodóvar. Nel regista spagnolo si parla addirittura di un genere trasversale definito da alcuni critici, "almododrama". I film di Almodóvar irridono le regole classiche alla Sirk, stravolgendo e ribaltando il tema dell'amore uomo-donna, per poi ampliarlo a gay, lesbiche, transessuali. In questo modo le dinamiche narrative, le schermaglie sentimentali, i fini sociali assumono spesso tratti parossistici, creando la de-generazione di un genere tradizionale.